# Chone-Kloster
| Tibetische Bezeichnung                 |
| -------------------------------------- |
| Tibetische Schrift: ཅོ་ནེ་དགོན་ཆེན         |
| Wylie-Transliteration: co ne dgon chen |
| THDL-Transkription: Choné Gönchen      |
| Chinesische Bezeichnung                |
| Vereinfacht: 禅定寺                    |
| Pinyin:Chándìng sì                     |

Das Chone-Kloster oder Jonê-Kloster (tib. co ne dgon chen oder co ne dgon chen dga' ldan bshad sgrub gling) ist ein Kloster des tibetischen Buddhismus im Kreis Jonê (tib. Chone; chin. Zhuoni) des Autonomen Bezirks Gannan der Tibeter im Südwesten der Provinz Gansu (Amdo). An der Stätte befand sich ursprünglich ein kleines Nyingma-Kloster. Später wurde hier ein Sakya-Kloster gebaut, aus dem schließlich 1459 ein Gelug-Kloster wurde. Es war die Wirkungsstätte des Gelugpa-Lamas Dragpa Shedrub (grags pa bshad sgrub; 1675–1748). Das Kloster ist ein berühmter traditioneller tibetischer Druckort. Eine der dreizehn Ausgaben des tibetischen buddhistischen Kanons wurde hier gedruckt.